# Thomas Charles Fuller
Thomas „Tholly“ Charles Fuller (* 27. Februar 1832 in Fayetteville, North Carolina; † 20. Oktober 1901 in Raleigh, North Carolina) war ein US-amerikanischer Jurist und Politiker.

## Werdegang
Thomas Charles Fuller, Sohn von Catherine Raboteau und Thomas Fuller, wurde mehrere Jahre vor dem Beginn der Wirtschaftskrise von 1837 im Cumberland County geboren. Über seine Jugendjahre ist nichts bekannt. Er besuchte zwischen 1849 und 1851 die University of North Carolina at Chapel Hill, wo er mit seinem älteren Bruder Bartholomew Fuller (1829–1882) Jura studierte. Nach dem Erhalt ihrer Zulassungen als Anwälte eröffneten sie eine eigne Anwaltspraxis in Fayetteville. Thomas Charles Fuller verpflichtete sich nach dem Ausbruch des Bürgerkrieges in der Konföderiertenarmee. Von 1864 bis 1865 diente er im zweiten Konföderiertenkongress. Wahrscheinlich nahm er nach dem Ende des Krieges seine Tätigkeit als Jurist wieder auf. 1890 ernannte ihn US-Präsident Benjamin Harrison (1833–1901) zum beisitzenden Richter am United States Court of Private Land Claims. Fuller verstarb 1901 in Raleigh (Wake County) und wurde dann dort auf dem Oakwood Cemetery beigesetzt.